# Danny Long
Danny Long als Daniel Michael Longo (* 4. Juli 1939 in Chicago; † 5. Oktober 2022) war ein US-amerikanischer Jazzmusiker (Piano, Komposition).

## Leben und Wirken
Longo beendete 1957 die Foreman High School, um anschließend als professioneller Jazzpianist zu arbeiten. Unter dem Halbpseudonym Danny Long trat er in seiner Heimatstadt mit einem Pianotrio in der Rush Street auf. 1962 wurde er zum Militärdienst in der US Army eingezogen, währenddessen er zwei Jahre als Bandleader in Fort Riley in Kansas eingesetzt war. Nach seinem Abschied aus der Armee zog er nach Los Angeles, wo er bald Gelegenheit hatte, für Capitol Records ein erstes Album aufzunehmen, produziert von Bobby Darin, Jazz Furlough (1964), mit Ray Neapolitan, Bass, und John Whited, Schlagzeug, auf dem er neben eigenen Kompositionen Standards wie „I Can't Give You Anything But Love“, „Smile“ und „It Could Happen to You“ spielte. In den folgenden Jahren arbeitete er vorwiegend in Las Vegas in der Unterhaltungsbranche, bevor er 1968 nach Phoenix zog. 1971 folgte noch das Album She's Here at Last (Hark Records), 2003 Four Sides of Love. Long lebte zuletzt in Gilbert, Arizona.